# Monte Abbe
 El monte Abbe es una montaña de doble cumbre de más de 2499 m ubicada en la Cordillera Fairweather de las montañas de San Elías, en el sureste de Alaska. El pico está situado cerca de la terminal del glaciar Johns Hopkins, dentro del parque nacional y Reserva Glacier Bay, 160 km al noroeste de Juneau, y 13 km al noreste del monte Orville. Aunque de elevación modesta, el relieve es significativo ya que la montaña se eleva desde el agua de marea en menos de dos millas.  
El monte Abbe a menudo se ve y se fotografía con el glaciar Johns Hopkins, que es un destino popular para los cruceros. La montaña fue nombrada en 1936 por William Osgood Field y William Skinner Cooper, de la Sociedad Geográfica Americana, por Cleveland Abbe Jr., (1872-1934), un geógrafo estadounidense. Abbe recibió un Ph.D. en 1898 de la Universidad Johns Hopkins. El glaciar Gilman y el glaciar Clark en las laderas de las montañas fueron nombrados por Daniel Coit Gilman, el primer presidente de la institución, y William Bullock Clark, que era profesor de geología en la universidad. El nombre de la montaña fue adoptado oficialmente en 1937 por el Servicio Geológico de los Estados Unidos.  
El primer ascenso de la cumbre sur fue realizado el 11 de junio de 1977 por Jim Wickwire y Dusan Jagersky a través de la Cara Sureste. Tres días después, Dusan Jagersky murió trágicamente mientras descendía un pico sin nombre. El primer ascenso de la cumbre norte fue realizado el 14 de julio de 1991 por Walter Gove y William Pilling. Los meses de mayo a junio ofrecen el clima más favorable para escalar el Monte Abbe, pero es una subida desafiante en cualquier condición, con pocos intentos. 

## Clima
Según la clasificación climática de Köppen, el monte Abbe tiene un clima subártico con inviernos fríos, nevados y veranos suaves. Las temperaturas pueden caer por debajo de −20 °C con factores de enfriamiento del viento por debajo de −30 °C. Este clima esoporta los glaciares Clark, Johns Hopkins y Gilman en sus laderas. La escorrentía de precipitación y el agua de deshielo de sus glaciares colgantes drenan en la ensenada de Johns Hopkins . 

## Galería

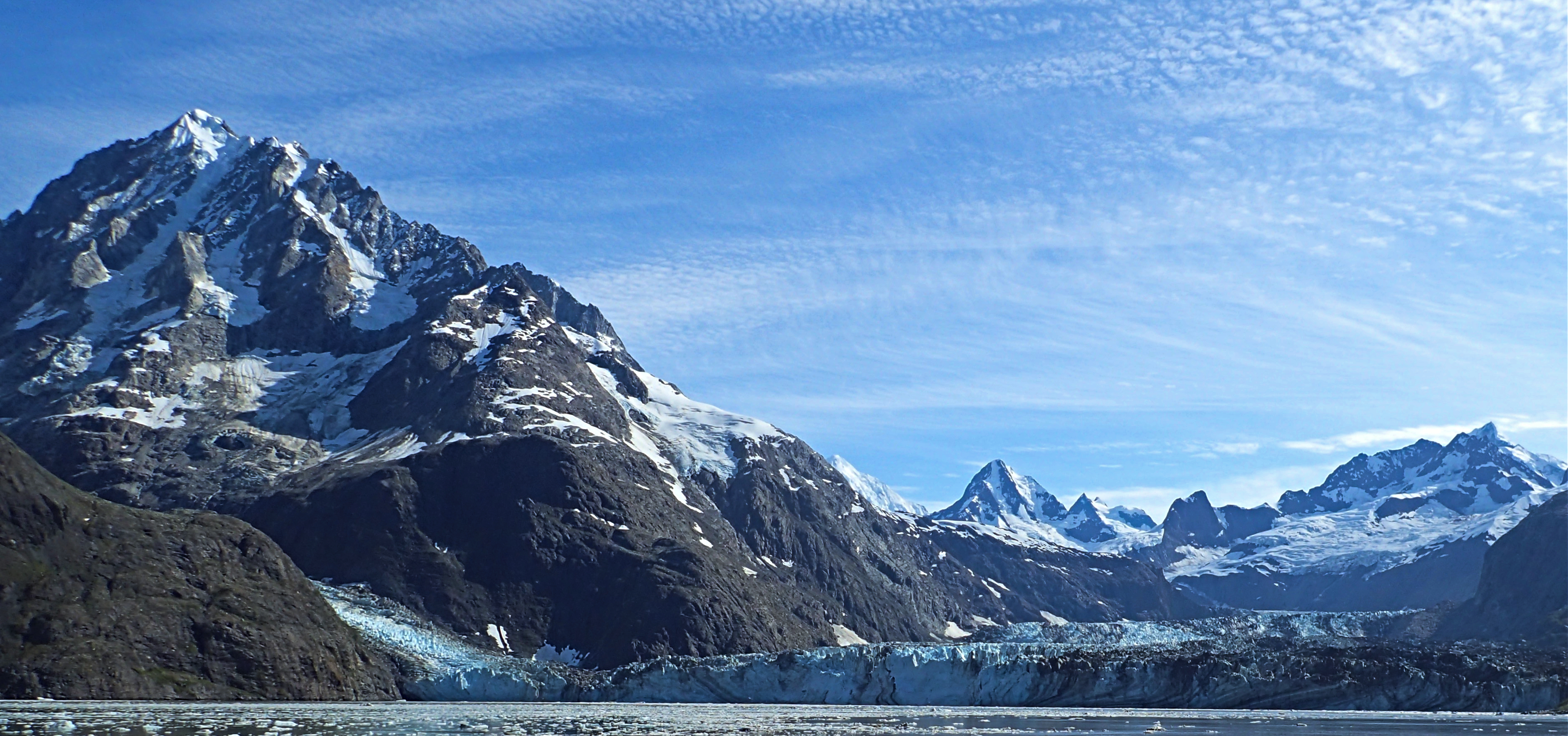
El monte Abbe con el glaciar Johns Hopkins
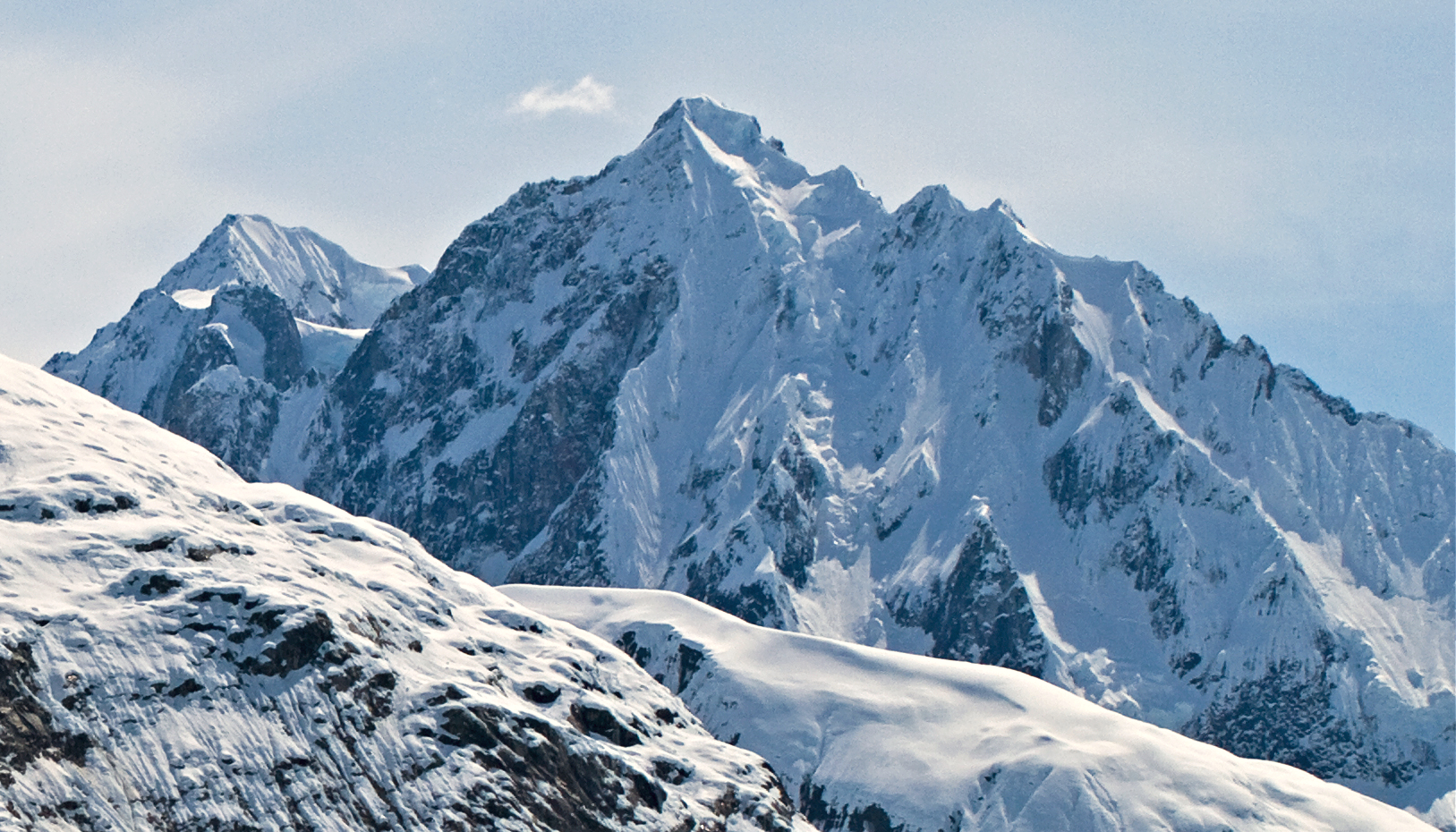
Un vistazo a sus dos cumbres